# 田辺秀雄
田辺 秀雄（たなべ ひでお、1913年2月27日 - 2010年9月15日）は、日本の音楽評論家。

## 略歴
音楽学者・田辺尚雄の長男として東京に生まれる。慶應義塾大学法学部卒。日本コロムビア・レコード勤務の後、東海大学教養学部教授となる。父同様に東洋音楽研究のほか、洋楽にも造詣が深く、義太夫協会、日本民謡文化協会会長を務めた。
2010年9月15日、肺炎のため東京都新宿区の自宅で死去。97歳没。

## 著書
- レコードと其音楽 人文書院, 1942
- 現代の音楽 中文館書店, 1948
- 音楽鑑賞教室 中文館書店, 1948
- 名曲詳解 第1巻 田辺尚雄共著 人文書院, 1949
- 音楽のきゝかた 磯部書房, 1951
- 音楽通論 弘文堂, 1955 (アテネ文庫 第1)
- 音楽ガイドブック 明玄書房, 1967